# Fimbristylis striolata
Fimbristylis striolata är en halvgräsart som beskrevs av Diana Margaret Napper. Fimbristylis striolata ingår i släktet Fimbristylis och familjen halvgräs. Inga underarter finns listade i Catalogue of Life.